# Zeeuwse schuur

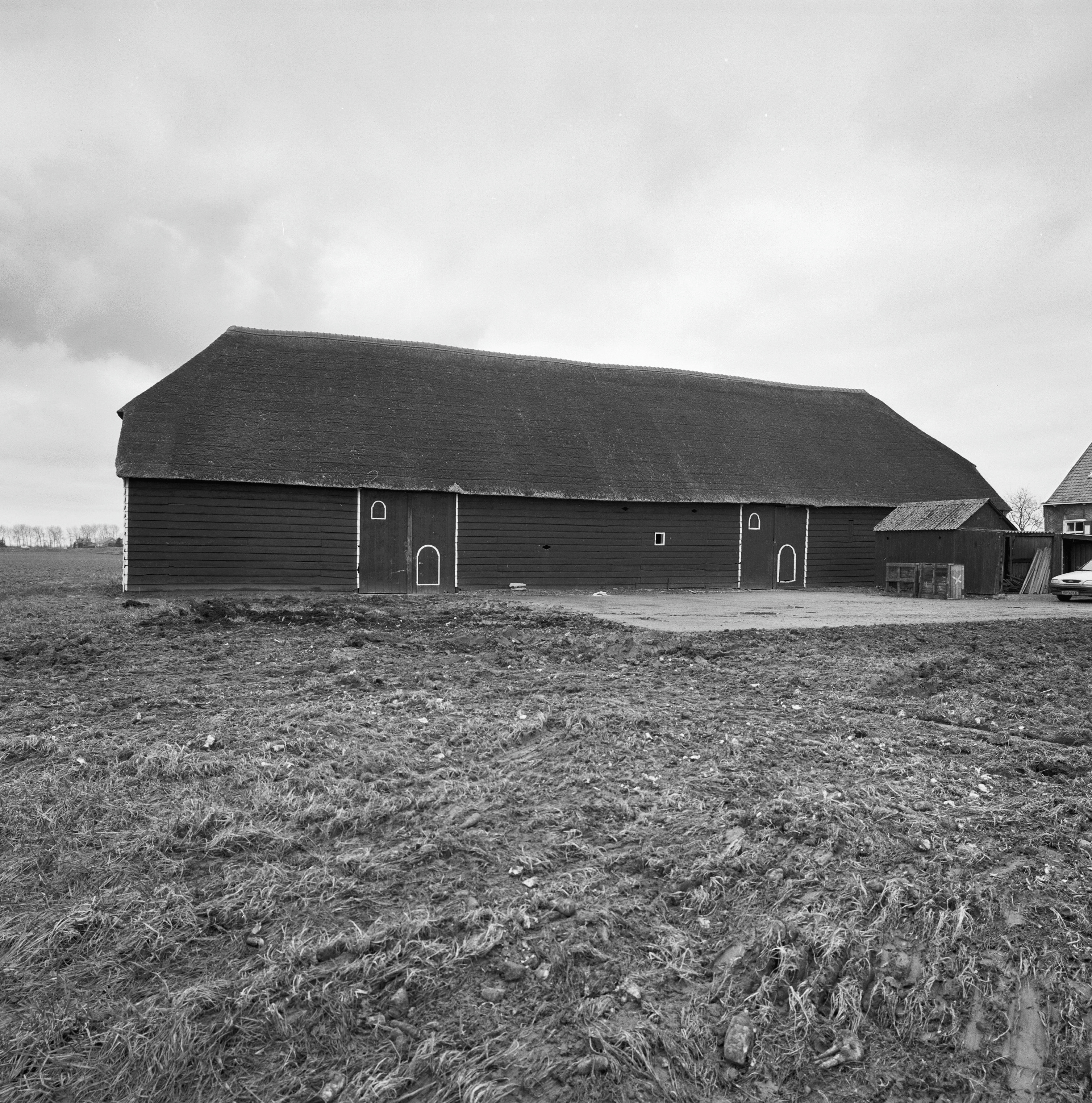
Exterieur zijaanzicht Zeeuwse schuur.

De Zeeuwse schuur is een schuurtype in Zeeland en op het Zuid-Hollandse eiland Goeree-Overflakkee met alle deuren in de lange gevel. Ook de een deel van de polderschuren in de Antwerpse Scheldepolders behoort tot dit type, dat tevens verwantschap vertoond met de dwarsschuren in het Waasland..
Het meest opvallende aan de grote houten Zeeuwse schuur is het scherpe wit van de kozijnen en deurposten tegen het zwart van de geteerde houten wanden. Hierdoor is de ingang in het donker beter te vinden. De grote schuurdeuren die naar de deel leiden heten in Zeeland mennen of mendeuren. In de grote deur zit nog een kleine witomrande deur: klinket of mennetje.